# Tomares subtusconfluens
Tomares subtusconfluens är en fjärilsart som beskrevs av Zopp 1954. Tomares subtusconfluens ingår i släktet Tomares och familjen juvelvingar. Inga underarter finns listade i Catalogue of Life.